# نیوتائو
نیوتائو (به لاتین: Niutao) یک جزیره در تووالو است.

## خصوصیات
نیوتائو ۶۶۳ نفر جمعیت دارد.